# Berezniki
Berezniki (Russisch: Березники) is een stad in de kraj Perm in de Cis-Oeral aan de rivier Kama en haar zijrivier de Zyrjanka. Het is, na Perm de tweede stad van de kraj. De stad ligt op 278 kilometer per spoorlijn en 208 kilometer per waterweg ten noorden van Perm.
De naam is afgeleid van een oorspronkelijk berkenbos dat zich op de plaats van stad bevond. De stad had 173.077 inwoners bij de volkstelling van 2002. Bij de stad ligt de luchthaven Berezniki.

## Geschiedenis
Archeologische vondsten hebben aangetoond dat er bewoning was tussen het 12e en 6e millennium v.Chr. (Mesolithicum). In de middeleeuwen woonden er voorvaderen van de Komi. In de 14e en 15e eeuw verschenen de eerste Russische handelaren in het gebied.
De eerste nederzettingen op het gebied van de huidige stad ontstonden in de 16e en 17e eeuw op basis van de zouthandel onder leiding van de Stroganoffs. In 1579 wordt melding gemaakt van de nederzetting Zyrjanka, een naam die opduikt tot 1670, waarna de naam Dedjoechino wordt gebruikt voor deze plaats, die nog voor de Russische Revolutie de status van stad kreeg. In de 17e eeuw worden een aantal nederzettingen gesticht bij zoutafzettingen, zoals Lenva, Berezniki, Veretje en Tsjoertan. De basis voor de latere stad ontstond in de Boven-Kama-afzetting van potas. Deze bestaat uit twee lagen, die gezamenlijk 2,4 miljoen ton aan reserves bevatten. In 1873 werden er enkele zoutwerken gesticht en in 1883 enkele alkali-werken (содовый заводы), de eerste van Rusland.
In 1929 werd begonnen met de bouw van het chemische kombinaat van Berezniki, voor het verwerken van potaszouten. In die tijd ontstonden verschillende arbeidersnederzettingen, waarvan bessloten werd deze samen te voegen tot een nieuwe stad. Hiervoor werden de namen Chimgrad, Chimstroj, Dzerzjinsk,Verchnekamsk en Bereznjakovsk voorgesteld. Op 20 maart 1932 werd per decreet van het Heel-Russisch Centraal Uitvoerend Comité de stad Berezniki geformeerd op de plaats van de oude nederzettingen, inclusief Dedjoechino. Tot de jaren 50 lag de hele stad op 1 oever, maar daarna werden aan de andere zijde van de Kama nieuwe woningblokken gerealiseerd, op afstand van de industriegebieden.
In 1976 werd een olieveld (reserves: 37,1 miljoen ton) ontdekt op 9 kilometer van de stad, die een jaar later in productie werd genomen. In 1981 werd een brug over de Kama voltooid, die de stad verbond met de stad Oesolje.
Toen de Sovjet-Unie in 1991 ophield te bestaan, daalde het inwoneraantal sterk, vooral door de afgenomen werkgelegenheid. Hoewel de stad zelf vol met fabrieken staat, is het gebied rond de stad bekend voor de schone natuur en de vele wilde dieren. Russische avonturiers komen ernaartoe om er offroad te gaan of lopend de natuur in te trekken.

## Economie
Net als Solikamsk is ook Berezniki gericht op de potas- en magnesiumlagen voor de zoutindustrie.
In Berezniki bevindt zich een grote industriesector van met name zware industrie. De grootste bedrijven zijn Oeralkali (grootste leverancier van potaskunstmest van Rusland), Beraton (productie van polyacrylamide), titanium-magnesiumcombinatie Avisma (titanium, magnesium, magnesiumlegeringen en grootste producent van grondstoffen (titanium sponges) voor titanium ter wereld) en stikstof (potasnitraten). Een groot deel van de productie wordt geëxporteerd. In Berezniki bevindt zich ook een van de 12 grote concentralties van bouwbedrijven van de Oeral. Bereznikichimstroj is hiervan de grootste. In de buurt van de stad bevinden zich olie- en gasvelden.
Bij de stad liggen drie industriegebieden:
- west (zapadny) met onder andere BKROe-1 van Oeralkali, Nitrogen en BSZ;
- noord (severny) met onder andere Avisma en Beraton;
- noordoost (severo-vostotsjny) met onder andere BKROe-4 van Oeralkali.

Door de perestrojka zakte de industrie sterk in, waarna het inwoneraantal daalde met ten minste 15.000 inwoners. De stad Berezniki is een groot transportknooppunt, maar ligt net als Solikamsk geografisch gezien toch erg ongunstig. Door de stad loopt de spoorlijn van Tsjoesovoj naar Solikamsk en de autoweg van Perm naar Solikamsk. De stad heeft een haven aan het Kama. Vanaf Solikamsk zijn er echter geen verdere verbindingen naar het noorden en de stad heeft ook geen hoofdwegverbinding met Perm. Sinds 1961 heeft de stad en trolleybussysteem (een van de twee steden in de kraj), waarvan het netwerk momenteel een lengte heeft van ongeveer 30 kilometer.

### Zinkgat
Door de mijnbouwindustrie wordt de stad ernstig ondermijnd, waardoor grote delen van de stad theoretisch worden bedreigd met instorting. In oktober 2006 liep een van de mijnen (BKPROe-1 van Oeralkali) onder, die onder de stad doorliep. Eind juli 2007 ontstond hierboven een grote breuk, waarop een doline ontstond van 50 bij 70 meter en ongeveer 15 meter diep, die zich snel uitbreidde in de maanden daarop, zodat het in februari 2008 aan de oppervlakte een omvang had van 338 bij 211 meter. Hierdoor moest een federale spoorlijn buiten dienst worden gesteld en dreigden gebouwen in te storten. Het gat bevindt zich op minder dan een kilometer van de stad. Begin 2008 werd er gewerkt aan het verstevigen van omliggende gebouwen en aan het realiseren van een omleidingspoorlijn en het versterken van de bestaande spoorlijn.

## Demografie
Bij de laatste Sovjetvolkstelling was de etnische samenstelling van de bevolking als volgt: Russen: 78%; Wolga-Tataren: 4,3%; Oekraïners: 2,3%; Komi: 1,4%; Wit-Russen: 0,8%; Oedmoerten: 0,6%; Basjkieren: 0,4%; overige: 3,2%. De bevolking daalde tussen 1989 en 1994 met 3%.
| 1939   | 1959    | 1970    | 1979    | 1989    | 2002    |
| ------ | ------- | ------- | ------- | ------- | ------- |
| 50.600 | 106.000 | 146.000 | 185.300 | 201.213 | 173.077 |

## Onderwijsinstellingen
- filiaal van de Staats-Technische Universiteit van Perm

## Geboren
- Vladimir Selkov (1971), zwemmer

## Trivia
- Voormalig president Boris Jeltsin woonde in Berezniki, en ging er naar school.

Bestuurlijk centrum: Perm

Aleksandrovsk · Berezniki · Dobrjanka · Goebacha · Gornozavodsk · Gremjatsjinsk · Kizel · Koedymkar · Koengoer · Krasnokamsk · Krasnovisjersk · Lysva · Nytva · Ochansk · Oesolje · Osa · Otsjor · Solikamsk · Tsjajkovski · Tsjerdyn · Tsjernoesjka · Tsjoesovoj · Tsjormoz · Veresjtsjagino